# 담팔수
담팔수(膽八樹, Elaeocarpus sylvestris var. ellipticus)는 제주도 남쪽 산기슭에 나는 상록교목으로 높이 20m이다. 잎은 어긋나며 가죽질로 끝이 둔하거나 뾰족하고, 길이 12-15cm이다. 양 면에 털이 없고, 표면은 광택이 나며, 뒷면은 회록색이다. 꽃은 양성화로 흰색이며 잎이 떨어진 전년도 가지의 잎겨드랑이에 총상꽃차례로 달리고, 길이 10cm이다. 꽃받침과 꽃잎은 5장이며 피침형이다. 열매는 핵과로 타원형이며 흑벽색으로 익는다. 껍질은 염료용, 목재는 기구재로 이용된다.